# トワイライト・オブ・ブラッド
『トワイライト・オブ・ブラッド』（原題：Summer's Blood）は、2009年のカナダの映画作品。

## キャスト
括弧内は日本語吹替版のキャスト。
- サマー・マシューズ：アシュリー・グリーン （本名陽子）
- トム・ホクシー：ピーター・ムーニー （羽多野渉）
- ガイア・ホクシー：バーバラ・ニーヴン （中川和恵）
- ガント・ホクシー：スティーヴン・マクハティ （宗矢樹頼）
- ダーウィン：ピーター・ディロン （佐藤広太）
- ジェシー：シンシア・バーク （寺門真希）